# Florian Jozefzoon
Florian Jozefzoon (ur. 9 lutego 1991 w Saint-Laurent-du-Maroni) – urodzony w Gujanie Francuskiej holenderski piłkarz występujący na pozycji napastnika w Derby County.
27 czerwca 2013 podpisał trzyletni kontrakt z PSV Eindhoven.